# フランソワ・カヴァナ
フランソワ・カヴァナ (François Cavanna; 1923年2月22日 - 2014年1月29日) はフランスの作家、ジャーナリスト、風刺画家。アンテラリエ賞受賞作『Les Russkoffs (レ・リュスコフ)』、『Les Ritals (レ・リタル)』などの50冊近い著書を発表した。また、「ショロン教授」ことジョルジュ・ベルニエとともに創刊した風刺新聞『アラキリ』はフランス報道界に旋風を巻き起こし、五月革命 (Mai 68) への道を切り開くことになった。

## 経歴

### 生い立ち
フランソワ・カヴァナは、イタリアのベットラ（エミリア＝ロマーニャ州ピアチェンツァ県）出身の父親ルイージ・カヴァンナ (1880-1954年) と、フランスのソヴィニー＝レ＝ボワ（ニエーヴル県）出身の母親マルグリット・シャルヴァン (1890-1976年) の一人息子としてノジャン＝シュル＝マルヌ（セーヌ県、現在のヴァル＝ド＝マルヌ県）のイタリア人移民社会に育った。1978年に発表された『Les Ritals (レ・リタル; イタリア人の蔑称)』は子供時代について語った自伝小説だが、これによると、移民として差別を受け、家出するなどの辛い経験をする一方で、学校が好きで成績も良く、とりわけ読み書きが得意だった。

### ナチス・ドイツ占領下で
郵便局員、煉瓦職人の仕事を経た後、20歳でナチス・ドイツ占領下における強制労働奉仕 (STO) 法によりベルリンの武器製造工場に送られた。1979年に発表された『Les Russkoffs (レ・リュスコフ; ロシア人の蔑称)』には終戦までのこの2年半の間の飢え、屈辱などの辛い体験が描かれている。一方、1985年に発表された三作目の自伝小説『Maria (マリア)』では、ここで出会ったウクライナ人女性のマリアについて語っている。終戦時に別れた後、再び行方を探したが見つけ出すことができなかった。

### 『アラキリ』創刊

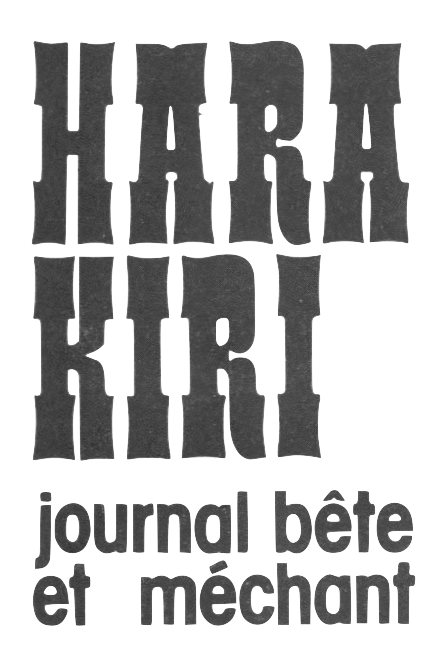
『アラキリ』のロゴ - ばかで意地悪な新聞

1954年、前年にジャン・ノヴィによって創刊された月刊誌『Zéro (ゼロ)』に寄稿することになった。当時、この雑誌は「街頭新聞売り」が個別に販売するだけで、店頭には置かれていなかった。後に共同で『アラキリ』を創刊することになった「ショロン教授」ことジョルジュ・ベルニエ (Georges Bernier) はこうした街頭新聞売りの一人であった。二人は1960年9月に「バカで意地悪な新聞」と銘打った『アラキリ』第一号を刊行した。挑発的、嘲笑的でときには猥雑な風刺画を多数掲載したこの新聞の目的は、まさにこのような画により見栄っ張りで上品ぶった偽善者を挑発し、社会の既存概念に揺さぶりをかけることであった。
ダダイズムの精神を受け継ぎ、あまりにも「意地悪な」、ときにはあまりにも「ブラックな」ユーモアを特徴とするこの新聞は、フランス報道界に旋風を巻き起こすことになった。カヴァナのもとに集まったのは、同じように移民・労働者階級出身で才能豊かなトポール (Roland Topor)、ジャン＝マルク・レゼール、ジェベ (Gébé : Georges Blondeaux)、ジョルジュ・ウォランスキ、カビュらの若者たちであり、彼らは『アラキリ』の活動を通じて戦時中の軍国主義そして戦後の消費社会に徹底的に反対する姿勢を貫いていた。
一方でまた、この頃初めてテレビ番組等による有害な影響から未成年者を保護する法律が施行され、検閲が行われるようになったため、『アラキリ』は早くも創刊10か月後に短期間だが発禁処分を受けた。その後1966年に二度目の発禁処分を受け、致命的な痛手を被ることになった。

### 再度の発禁処分と『シャルリー・エブド』創刊
これに代わる新聞として1969年2月に『Hara-Kiri Hebdo (アラキリ・エブド)』を創刊したものの、翌1970年には再び発禁処分を受けることになった。1970年11月9日にコロンベ＝レ＝デュー＝エグリーズでフランス第18代大統領シャルル・ド・ゴールが死去したことを受けて、11月16日号の見出しを「コロンベで悲劇のダンスパーティ ― 犠牲者1人 (Bal tragique à Colombey - un mort)」としたからである。これは11月1日にサン＝ローラン＝デュ＝ポン（イゼール県）のディスコテーク「5-7」で起こった放火事件（死亡者146人）に関する新聞の見出しのパロディーであった。なお、歴史学者で『シャルリー・エブド』に関する論文で博士号を取得したステファーヌ・マズュリエは、この風刺画はシャルル・ド・ゴールを揶揄したものではなかったが、編集部の意図はどうあれ、発禁処分を受けた以上、これを機会に同じメンバーで新しい新聞を作ることにしたのだと説明している。
こうして1970年11月23日に誕生したのが『シャルリー・エブド』である。『アラキリ』の風刺精神を受け継ぎながら、軍国主義と人種差別に反対し、エコロジーとフェミニズムを支持する内容であった。特にフランスおよび欧州の反核運動の発端となったビュジェ原子力発電所反対運動を起こし、動物福祉運動においても先駆的な役割を果たした。そして、『アラキリ』から『シャルリー・エブド』に至るまでいわばオーケストラの指揮者の役割、全メンバーの精神的指導者の役割を担っていたのがカヴァナであった。
彼にとってユーモアとは権力に対抗すること、あらゆる愚行の「ツラにアッパーカットを食らわせること」であった。だが、1981年5月の大統領選挙および6月の総選挙で社会党が第一党になり、1973年に『シャルリー・エブド』と同様に左派の新聞として創刊された『リベラシオン』が時代の空気を伝えることができたのに対して、『シャルリー・エブド』は時代遅れの感があった。読者離れが進み、さらに独立性を維持するために広告を一切掲載しない方針であったため深刻な経営難に陥った挙句、1981年末には破産申立を行い、12月23日、最終号を発行した。カヴァナは2010年に、「今では『アラキリ』は輝かしい成功を収めたかのように言われるが、他のすべてのジャーナリスト、アーティストから憎まれていた。下品で悪趣味な新聞だと非難され、反逆者、与太者、社会の周辺に追いやられた人間の集まりだと言われた」と回想している。だが、後悔も郷愁もなかった。重要なのは活動の継続であり、実際、この10年後にフィリップ・ヴァル (Philippe Val) が同名の風刺新聞『シャルリー・エブド』を創刊したときには、これに加わることになった。

### 作家活動
一方で、特に1980年代以降は執筆活動に専念するようになった。上述の『Les Ritals (レ・リタル)』が大成功を収め、1991年にはテレビドラマが制作された。こうして作家としても第一線で活躍するようになったカヴァナをユーモリストのピエール・デプロージュは「現代のラブレー」だと称えた。「根っからの左派」を自認する彼は動物福祉、闘牛反対、エコロジー等の運動にもその発足時から積極的に参加している。

### 最後の蜜月
カヴァナは2011年1月に発表した自伝小説『Lune de miel (蜜月)』で目下、「あばずれ」の「ミス・パーキンソン」と「ものすごく愛し合っている」とし、パーキンソン病を患っていることを明らかにした。
大腿骨頚部骨折、呼吸器合併症が重なり、2014年1月29日に90歳で亡くなった。

## 評価 (追悼の言葉)
風刺画家ウォランスキ：現在の私があるのはカヴァナのお蔭だ。初めて彼に会ったのは1960年代の初め頃で、アルジェリア戦争に従軍していた私が休暇で戻ったときのことだ。彼が『アラキリ』に私の画を掲載してくれた。ヴィクトル・ユーゴーの「戦いの後に」のパロディーだった。初めて自分の画が掲載される・・・若い風刺画家にとってこれほど素晴らしい贈り物はない。・・・カヴァナは最大の友であり、心底尊敬する大切な人、かけがえのない人だ。
風刺画家ヴィレム：カヴァナは非常に多くの風刺画家を発見し、チャンスを与えた。私もその一人だ。最初の数枚は断られたので、その後たくさん画を見せて説得しようとした。当時、私はまだフランス語が話せなかったので、言葉で説得することができなかったからだ。あの頃の『アラキリ』の雰囲気もよく覚えている。いつもお祭り騒ぎだった。
『シャルリー・エブド』編集長・風刺画家のシャルブ：ユーモアの偉大なる司祭が亡くなったが、カヴァナは今も生きているし、『シャルリー・エブド』は今後も続けて行く。1960年代に彼が『アラキリ』を創刊したとき、メディアにおいても「笑い」という点でもちょっとした革命を起こすことになった。多くのユーモリストがそれと知らずに彼から多くの恩恵を受けている。彼は言いたいことを言って、見事に偽善を打ち破った。彼は（「恐るべき子供たち」ならぬ）恐るべき大人だった。自著で語っているように、特に戦時中の経験から、極めて早くに大人になった。幼い頃から目にするものすべてに憤りを覚え、ずっとこの憤りを忘れなかった。昨日（亡くなる）まで。（この機会に）メディアが少しは彼のことを取り上げ、人々が彼の本を読むきっかけになればと期待する。誰もが彼から多くの恩恵を受けているのだから。彼が1960年代にやってのけたことを、30年も40年も後になってようやく多くの人がやるようになったのだから。
フランソワ・オランド大統領：フランソワ・カヴァナは自由をインスピレーションの源とし、政治・社会批判を独自のスタイルとした作家である。『Les Ritals (レ・リタル)』から晩年の病について率直に語った『Lune de miel (蜜月)』に至るまで、イタリア人移民の息子であった彼のフランス語は見事としか言いようがない。彼は不躾さと挑発でフランス社会を揺さぶった『アラキリ』の創刊者としてその名を残すであろう。彼はまた、正義のために不断の闘いを続けた信念の人間であった。
ジャン＝マルク・エロー首相：カヴァナは20世紀後半の風刺ユーモアの父であり、現代の風刺報道機関にインスピレーションを与えた人物である。『アラキリ』と『シャルリー・エブド』の創刊者である彼の辛辣なユーモアは、しばしば我々を苛立たせ、時には我々を魅了し、誰一人として無関心ではいられず、しかも、的確かつ巧妙に、民主的議論を活性化させることになった。報道、通信、そして信念の人間であったカヴァナは、同時にまた非常に多作な作家でもあり、言葉を愛し、日常の出来事を実に巧みに表現した言葉の錬金術師であった。
民主運動（MoDem）のフランソワ・バイルー党首：カヴァナの死に多くの者が激しく心を揺さぶられた。あの姿、あの声、態度、文体、そして不滅の言葉が過去30年に大きな影響を与えたのである。彼はジャーナリズムの新機軸において、むしろジャーナリズムと新聞経営という概念においてすら、大きな変革をもたらすことになった。最も印象的なのは、彼が恐れ知らずだったこと、何をも誰をも恐れなかったことである。おそらくは、彼が世紀最大の悲劇を生き抜いたからであろう。彼は世代を超えてすべての人々にとって一つの指標であり、彼のお蔭で我々は思う存分笑うことができた。彼のなかでは闘いと優しさは分かち難く結びついていたのだ。
パリ市長ベルトラン・ドラノエ（社会党所属）：まさに戦後の風刺報道機関のパイオニアだった。特に「ショロン教授」ことジョルジュ・ベルニエと1960年に不遜かつ有益な『アラキリ』を創刊したとき、フランス社会はあれほどまでに自由なスタイルに面食らった。『シャルリー・エブド』の創刊者でもある彼は、何にでも触れたがる子供のように好奇心旺盛で、誰に対しても無礼で、誰をも喜んで受け入れ、素晴らしいアイロニーの感覚を持ち合わせていた。・・・飽くことなく自由を称え、美しい言葉を愛し、そして人生を愛していた。